# Saison 2006-2007 du Standard Fémina de Liège
 (mars 2024).
Si vous disposez d'ouvrages ou d'articles de référence ou si vous connaissez des sites web de qualité traitant du thème abordé ici, merci de compléter l'article en donnant les références utiles à sa vérifiabilité et en les liant à la section « Notes et références ».
Maillots
Chronologie
Saison précédente Saison suivante
La saison 2006-2007 du Standard Fémina de Liège sera la plus mauvaise depuis des lustres. Les Liégeoises vont terminer très loin, à la 6e place et à 32 points du champion, le KFC Rapide Wezemaal. Ce sera à peine mieux en Coupe de Belgique avec un stop en quarts de finale. Une saison à oublier au plus vite !

## Faits marquants
- Le Standard Fémina de Liège débute mal sa saison avec une courte défaite, 2-1, au VC Dames Eendracht Alost.
- Les Liégeoises se présentent au KVK Tirlemont, pour la quatrième journée, avec un 3 sur 9. Elles vont créer la surprise en l'emportant méritoirement, 1-2. Cette rencontre marque le début d'une série de quatre déplacements consécutifs. Le Standard Fémina de Liège va au KFC Rapide Wezemaal avec un 9 sur 9. Ce sera la désillusion avec une lourde défaite chez les championnes de Belgique, 4-0.
- Pour la neuvième journée, le Standard Fémina de Liège va au FCF White Star Woluwé. S'ensuit un match complètement fou avec un 4-4 à l'arrivée, un nul que les Liégeoises obtiennent à 9 à la suite de deux exclusions.
- Pour la dernière journée du 1er tour, le Standard Fémina de Liège va se perdre corps et âme au DV Famkes Merkem, une équipe de bas de classement (5-2).
- Le deuxième tour va débuter cahin-caha avec, à nouveau, une victoire contre le KVK Tirlemont.
- Au mois de mars, alors que les Liégeoises sont depuis longtemps larguées au classement, elles vont battre les championnes de Belgique en titre et futures championnes, le KFC Rapide Wezemaal (2-1).
- Après, ce sera la catastrophe avec 2 sur 15 pour terminer le championnat avec, notamment, une défaite, une de plus, au RSC Anderlecht.

## Équipements
| Marque          | Adidas        |
| Sponsor maillot | I.I.S Belgium |

## Staff Technique
| Fonction                | Nom             | Nationalité | Au club depuis |
| ----------------------- | --------------- | ----------- | -------------- |
| Entraineur principal    | Momo Ayed       | Belgique    | 2005           |
| Entraineur des gardiens | Dany Decroupet  | Belgique    | 1997           |
| Kiné                    | Julie Moureau   | Belgique    | 2004           |
| Directrice technique    | Fery Ferraguzzi | Italie      | 1980           |

## Effectif
|                    |          |      |                          |  |  |  |
| Delphine Barbason  | Belgique | 1994 | Formée au club           |  |  |  |
| Jessica Bijnens    | Belgique |      |                          |  |  |  |
| Audrey Bodson      | Belgique |      |                          |  |  |  |
| Marie Colard       | Belgique | 2006 | RCS Ways-Genappe         |  |  |  |
| Maud Coutereels    | Belgique | 2003 | Étoile Rouge de Belgrade |  |  |  |
| Marjory Guiset     | Belgique | 1993 | Formée au club           |  |  |  |
| Julie Grégoire     | Belgique | 2006 | RFC Rhisnois             |  |  |  |
| Florine Henry      | Belgique | 2005 | Templiers-Neupré         |  |  |  |
| Cécile Ibanez      | Belgique | 1996 | Formée au club           |  |  |  |
| Adeline Médard     | Belgique |      |                          |  |  |  |
| Sylvianne Mignolet | Belgique |      |                          |  |  |  |
| Karima Ouazza      | Belgique | 2003 | Battice                  |  |  |  |
| Laurène Pasqualone | Belgique |      | Formée au club           |  |  |  |
| Valérie Pasqualone | Belgique |      | Formée au club           |  |  |  |
| Mélissa Ranson     | Belgique | 2003 | Étoile Rouge de Belgrade |  |  |  |
| Tina Scorsone      | Belgique | 2001 | Hewian Girls Lanaken     |  |  |  |
| Nadeige Sonnet     | Belgique | 2001 | FC Ougrée                |  |  |  |
| Kelly Theunissen   | Pays-Bas | 2005 | Hewian Girls Lanaken     |  |  |  |
| Sofie Van Houtven  | Belgique | 2003 | RSC Anderlecht           |  |  |  |
| Ingrid Vanherle    | Belgique | 2006 | Oud-Heverlee Louvain     |  |  |  |

### Transferts
| Nom                | Nationalité sportive | Dernier club         |
| ARRIVÉES           |                      |                      |
| Marie Colard       | Belgique             | RCS Ways-Genappe     |
| Julie Grégoire     | Belgique             | RFC Rhisnois         |
| Ingrid Vanherle    | Belgique             | Oud-Heverlee Louvain |
| DÉPARTS            |                      |                      |
| Cécile Carnol      | Belgique             | arrêt                |
| Isabelle Ebhodaghe | Belgique             | KVK Tirlemont        |
| Aline Zeler        | Belgique             | RSC Anderlecht       |

## Les résultats

### Classement final
Le  Standard Fémina de Liège termine 7e avec 39 points, 11 victoires, 6 nuls, 9 défaites avec 46 buts marqués et 44 encaissés.

### Championnat de Belgique
| Journée | Date       | Club visité              | Club visiteur            | Score | Buts liégeois                                     | Cartes liégeoises                                                |
| ------- | ---------- | ------------------------ | ------------------------ | ----- | ------------------------------------------------- | ---------------------------------------------------------------- |
| 1       | 02/09/2006 | VC Dames Eendracht Alost | Standard Fémina de Liège | 2 - 1 | Maud Coutereels                                   | Florine Henry (J), Adeline Médard (2J/R)                         |
| 2       | 09/09/2006 | Standard Fémina de Liège | Sinaai Girls             | 2 - 1 | Marie Colard, Sophie Mannaert (csc)               |                                                                  |
| 3       | 16/09/2006 | DVC Zuid-West Vlaanderen | Standard Fémina de Liège | 3 - 2 | Maud Coutereels, Adeline Médard                   | Sylvianne Mignolet (J)                                           |
| 4       | 07/10/2006 | KVK Tirlemont            | Standard Fémina de Liège | 1 - 2 | Kelly Theunissen, Marie Colard                    |                                                                  |
| 5       | 14/10/2006 | DVK Haacht               | Standard Fémina de Liège | 0 - 3 | Kelly Theunissen (2), Maud Coutereels             | Adeline Médard (J), Mélissa Ranson (J)                           |
| 6       | 21/10/2006 | KFC Lentezon Beerse      | Standard Fémina de Liège | 1 - 5 | Kelly Theunissen (3), Ingrid Vanherle (2)         | Maud Coutereels (J)                                              |
| 7       | 28/10/2006 | KFC Rapide Wezemaal      | Standard Fémina de Liège | 4 - 0 |                                                   | Maud Coutereels (J), Tina Scorsone (J), Ingrid Vanherle (J)      |
| 8       | 11/11/2006 | Standard Fémina de Liège | Oud-Heverlee Louvain     | 2 - 2 | Adeline Médard, Ingrid Vanherle                   | Adeline Médard (J), Sylvianne Mignolet (J), Maud Coutereels (J)  |
| 9       | 18/11/2006 | FCF White Star Woluwé    | Standard Fémina de Liège | 4 - 4 | Kelly Theunissen (2), Marie Colard, Audrey Bodson | Nadeige Sonnet (J), Adeline Médard (2J/R), Sofie Van Houtven (R) |
| 10      | 25/11/2006 | Standard Fémina de Liège | RSC Anderlecht           | 1 - 3 | Ingrid Vanherle                                   |                                                                  |
| 11      | 02/12/2006 | Dames Zultse VV          | Standard Fémina de Liège | 1 - 2 | Ingrid Vanherle, Kelly Theunissen                 |                                                                  |
| 12      | 09/12/2006 | Standard Fémina de Liège | K.Vlimmeren Sport        | 1 - 1 | Marie Colard                                      |                                                                  |
| 13      | 16/12/2006 | DV Famkes Merkem         | Standard Fémina de Liège | 5 - 2 | Kelly Theunissen, Ingrid Vanherle                 | Ingrid Vanherle (J), Nadeige Sonnet (J)                          |
| 14      | 13/01/2007 | Standard Fémina de Liège | VC Dames Eendracht Alost | 2 - 1 | Kelly Theunissen, Maud Coutereels                 |                                                                  |
| 15      | 20/01/2007 | Sinaai Girls             | Standard Fémina de Liège | 2 - 1 | Marie Colard                                      | Marie Colard (J), Audrey Bodson (J)                              |
| 16      | 27/01/2007 | Standard Fémina de Liège | DVC Zuid-West Vlaanderen | 0 - 0 |                                                   |                                                                  |
| 17      | 03/02/2007 | Standard Fémina de Liège | KVK Tirlemont            | 1 - 0 | Audrey Bodson                                     | Sylvianne Mignolet (J)                                           |
| 18      | 10/02/2007 | Standard Fémina de Liège | KFC Lentezon Beerse      | 2 – 0 | Maud Coutereels, Nadeige Sonnet                   |                                                                  |
| 19      | 17/02/2007 | Standard Fémina de Liège | DVK Haacht               | 2 - 0 | Maud Coutereels (2)                               | Tina Scorsone (J)                                                |
| 20      | 24/02/2007 | Oud-Heverlee Louvain     | Standard Fémina de Liège | 2 - 3 | Maud Coutereels(2), Kelly Theunissen              |                                                                  |
| 21      | 03/03/2007 | Standard Fémina de Liège | KFC Rapide Wezemaal      | 2 - 1 | Maud Coutereels, Kelly Theunissen                 | Maud Coutereels (J)                                              |
| 22      | 17/03/2007 | Standard Fémina de Liège | FCF White Star Woluwé    | 1 - 2 | Cécile Ibanez                                     |                                                                  |
| 23      | 31/03/2007 | RSC Anderlecht           | Standard Fémina de Liège | 1 - 0 |                                                   |                                                                  |
| 24      | 21/04/2007 | Standard Fémina de Liège | Dames Zultse VV          | 1 - 1 | Ingrid Vanherle                                   | Nadeige Sonnet (J)                                               |
| 25      | 28/05/2007 | K.Vlimmeren Sport        | Standard Fémina de Liège | 4 - 2 | Audrey Bodson (2)                                 | Maud Coutereels (J), Ingrid Vanherle (J), Sylvianne Mignolet (J) |
| 26      | 12/05/2007 | Standard Fémina de Liège | DV Famkes Merkem         | 2 - 2 | Delphine Barbason, Audrey Bodson                  | Nadeige Sonnet (J)                                               |

### Coupe de Belgique
| Tour | Date       | Club visité              | Club visiteur            | Score | Buts liégeois                                            | Cartes liégeoises |
| ---- | ---------- | ------------------------ | ------------------------ | ----- | -------------------------------------------------------- | ----------------- |
| 1/16 | 01/11/2006 | Standard Fémina de Liège | K.Massenhoven VC (D3)    | 7 – 0 | Ingrid Vanherle (4), Kelly Theunissen (2), Florine Henry |                   |
| 1/8  | 02/02/2007 | Standard Fémina de Liège | K.Olsa Brakel (D3)       | 2 – 1 | Nadeige Sonnet, Kelly Theunissen                         |                   |
| 1/4  | 04/04/2007 | Oud-Heverlee Louvain     | Standard Fémina de Liège | 3 – 2 | ?                                                        | ?                 |

## Buteuses

### Championnat
- 13 buts : Kelly Theunissen
- 10 buts : Maud Coutereels
- 7 buts : Ingrid Vanherle
- 5 buts : Audrey Bodson, Marie Colard
- 2 buts : Adeline Médard
- 1 but : Nadeige Sonnet, Cécile Ibanez, Delphine Barbason

### Coupe
- 4 buts : Ingrid Vanherle
- 3 buts : Kelly Theunissen
- 1 but : Florine Henry, Nadeige Sonnet

### Note
- Manque 1 match en Coupe

## Cartes

### Rouges
- 1: Ingrid Vanherle, Adeline Médard 2x (2 J)

### Jaunes
- 5: Maud Coutereels
- 4: Sylvianne Mignolet, Adeline Médard, Nadeige Sonnet
- 3: Ingrid Vanherle
- 2: Tina Scorsone
- 1: Audrey Bodson, Marie Colard, Florine Henry

### Note
- Manque 1 match